# 房勉
房勉（英語：Mien Fang；1916年5月1日—1995年3月10日），香港著名影视剧演员，生於天津。

## 生平
最初工作于中国电影制片厂，第一部出演的作品是《日本间谍》，在该作用饰演一个助手。1957年导演了自己的第一部作品《养女湖》。
之后加入邵氏电影公司，并多在作品中扮演正派老人的形象。
最后一次出演的作品是由林义雄执导的电影《聊斋惊艳》。
后于1995年病逝。

## 外部連結
- 房勉在互联网电影资料库（IMDb）上的資料（英文）
- 房勉在豆瓣上的资料（简体中文）
- mydramalist人物资料